# Liste der Monuments historiques in Cuis
Die Liste der Monuments historiques in Cuis führt die Monuments historiques in der französischen Gemeinde Cuis auf.

## Liste der Immobilien
| Bezeichnung       | Beschreibung           | Standort                | Kennzeichnung | Schutzstatus | Datum | Bild           |
| ----------------- | ---------------------- | ----------------------- | ------------- | ------------ | ----- | -------------- |
| Kirche St-Nicaise | ab dem 11. Jahrhundert | Rue de l’Égalité (Lage) | PA00078688    | Classé       | 1902  | weitere Bilder |

## Liste der Objekte
| Bezeichnung                         | Beschreibung                                             | Standort                        | Kennzeichnung | Schutzstatus | Datum | Bild |
| ----------------------------------- | -------------------------------------------------------- | ------------------------------- | ------------- | ------------ | ----- | ---- |
| Prozessionsstab                     | Holz, vergoldet, 19. Jahrhundert                         | in der Kirche St-Nicaise (Lage) | PM51003289    | Inscrit      | 1991  |      |
| Skulptur Madonna mit Kind           | Holz, farbig gefasst, 17. Jahrhundert                    | in der Kirche St-Nicaise (Lage) | PM51000350    | Classé       | 1929  |      |
| Skulptur Madonna                    | Holz, farbig gefasst, zweite Hälfte des 13. Jahrhunderts | in der Kirche St-Nicaise (Lage) | PM51000347    | Classé       | 1929  |      |
| Skulptur Heiliger Dionysius         | Stein, farbig gefasst, 16. Jahrhundert                   | in der Kirche St-Nicaise (Lage) | PM51000348    | Classé       | 1929  |      |
| Kruzifix                            | Holz, 16. Jahrhundert                                    | in der Kirche St-Nicaise (Lage) | PM51000349    | Classé       | 1929  |      |
| Altar                               | Holz, 17. Jahrhundert                                    | in der Kirche St-Nicaise (Lage) | PM51000351    | Classé       | 1948  |      |
| Grabstein für Théodore de la Pierre | Stein, 17. Jahrhundert                                   | in der Kirche St-Nicaise (Lage) | PM51003290    | Inscrit      | 1991  |      |